# Corneliu Dorin Gavaliugov
Corneliu Dorin Gavaliugov (n. 23 mai 1951) este un fost deputat român în legislaturile 1990-1992, 1992 - 1996 și senator în legislatura 1996-2000, ales în județul Alba pe listele partidului PD. La 31 iulie 1990 l-a înlocuit pe deputatul Cătălin-Basarab Zamfir.

## Corneliu Dorin GAVALIUGOV

### Date biografice
n. 23 mai 1951, București; căsătorit, fără copii.

## Activitate profesională
Inginer proiectant coordonator al programului de robotizare și organizare flexibilă a fabricației de mașini agricole; autor a trei
invenții și 25 de articole științifice; membru al Institutului de Știință și Societate din Madrid.

## Activitate politică
Observator în CPUN (aprilie 1990); deputat FSN (august 1990); membru FSN (septembrie 1991); membru al Colegiului Director al FSN (din 1992); deputat FSN (septembrie 1992); membru al Biroului Executiv al PD; membru al Grupului parlamentar al PD.

## Activitate parlamentară
Autor a 31 de amendamente la proiectul Constituției (1990-1992); membru al Comisiei speciale pencru redactarea sistemului național de ordine și medalii (1990-1992); membru al Comisiei pentru apărare, ordine publică și siguranță națională; membru al Grupului parlamentar de prietenie cu Spania.

## Sinteza activitatii parlamentare în legislatura 1990-1992

### Deputat
Ales deputat în circumscripția electorală nr.41 BUCUREȘTI
data validarii: 31 iulie 1990 - HCD nr.20/1990
înlocuiește pe:Cătălin Zamfir

## Formațiunea politică
FSN Arhivat în 24 mai 2024, la Wayback Machine.-Frontul Salvării Naționale

## Grupul parlamentar
Grupul parlamentar al Frontului Salvării Naționale Arhivat în 23 aprilie 2024, la Wayback Machine.

### Grupuri de prietenie cu Parlamentele altor state
Grupul parlamentar de prietenie cu Republica Venezuela Arhivat în 22 aprilie 2024, la Wayback Machine.
Grupul parlamentar de prietenie cu Regatul Thailanda Arhivat în 16 aprilie 2024, la Wayback Machine.
Grupul parlamentar de prietenie cu Republica Populară Chineză[nefuncțională – arhivă]

Grupul parlamentar de prietenie cu Bulgaria Arhivat în 16 aprilie 2024, la Wayback Machine.
Grupul parlamentar de prietenie cu Regatul Spaniei[nefuncțională – arhivă]

Grupul parlamentar de prietenie cu Statul Israel Arhivat în 21 aprilie 2024, la Wayback Machine.
Grupul parlamentar de prietenie cu Republica Ungară Arhivat în 15 aprilie 2024, la Wayback Machine.
Grupul parlamentar de prietenie cu Japonia Arhivat în 24 aprilie 2024, la Wayback Machine.
Grupul parlamentar de prietenie cu Republica Italiană Arhivat în 23 aprilie 2024, la Wayback Machine.
Grupul parlamentar de prietenie cu Australia Arhivat în 17 aprilie 2024, la Wayback Machine.
Grupul parlamentar de prietenie cu Canada Arhivat în 27 februarie 2024, la Wayback Machine.

### Sinteza activitatii parlamentare în legislatura 1992-1996
DEPUTAT
Ales deputat în circumscripția electorală nr.1 Alba Arhivat în 17 aprilie 2024, la Wayback Machine.
Formațiunea politică:
PD - Arhivat în 13 aprilie 2024, la Wayback Machine. Partidul Democrat
Grupul parlamentar: Grupul parlamentar al Partidului Democrat Arhivat în 3 martie 2024, la Wayback Machine.
Comisii permanente: Comisia pentru apărare, ordine publică și siguranță națională Arhivat în 20 mai 2024, la Wayback Machine.
Comisii speciale:
Comisia specială pentru îmbunătățirea propunerii legislative privind sistemul de decorații al României[nefuncțională – arhivă]

Activitatea parlamentara în cifre:
Luări de cuvânt: 23 Arhivat în 9 decembrie 2022, la Wayback Machine.(în 19 ședințe)
Declarații politice: 2 Arhivat în 21 mai 2024, la Wayback Machine.
Întrebari și interpelari: 17[nefuncțională – arhivă]

## Sinteza activității parlamentare în legislatura 1992-1996
DEPUTAT
Ales deputat în circumscripția electorală nr.1 Alba[nefuncțională – arhivă]

Formațiunea politică:
PD - Arhivat în 13 aprilie 2024, la Wayback Machine. Partidul Democrat
Grupul parlamentar: Grupul parlamentar al Partidului Democrat Arhivat în 3 martie 2024, la Wayback Machine.
Comisii permanente: Comisia pentru apărare, ordine publică și siguranță națională Arhivat în 20 mai 2024, la Wayback Machine.
Comisii speciale:
Comisia specială pentru îmbunătățirea propunerii legislative privind sistemul de decorații al României Arhivat în 21 mai 2024, la Wayback Machine.
Activitatea parlamentară în cifre:
Luări de cuvânt: 23 Arhivat în 9 decembrie 2022, la Wayback Machine.(în 19 ședințe)
Declarații politice: 2 Arhivat în 21 mai 2024, la Wayback Machine.
Întrebari și interpelări: 17 Arhivat în 4 martie 2016, la Wayback Machine.

### SENATOR
Ales senator în circumscripția electorală nr.1 ALBA

### Formațiunea politică
PD-Partidul Democrat

### Grupul parlamentar
Grupul parlamentar al Partidului Democrat Arhivat în 17 aprilie 2024, la Wayback Machine.

### Comisii permanente
Comisia pentru apărare, ordine publică și siguranță națională Arhivat în 23 iunie 2024, la Wayback Machine.
Comisia economică, industrii și servicii (sep. - noi. 1998 Arhivat în 22 mai 2024, la Wayback Machine.

### Comisii speciale
Comisia specială pentru elaborarea proiectului de modificare și completare a Regulamentului Senatului.[nefuncțională – arhivă]

### Grupuri de prietenie cu Parlamentele altor state
Grupul parlamentar de prietenie cu Ucraina - din feb. 1997  Arhivat în 27 mai 2024, la Wayback Machine.
Grupul parlamentar de prietenie cu Republica Italiană - din feb. 1997 Arhivat în 21 aprilie 2024, la Wayback Machine.

### Activitatea parlamentară în cifre
Propuneri legislative initiate:2

## Inițiative legislative
1.333/28-10-1997 Arhivat în 7 iulie 2007, la Wayback Machine. Propunere legislativă privind declararea ca municipiu a orașului Sebeș.	respinsă
definitiv
2.343/12-06-2001 Arhivat în 6 august 2007, la Wayback Machine. Proiect de Lege pentru acordarea dreptului Editurii Academiei Române, Bibliotecii Academiei Române și Casei Oamenilor de Știință de a obține și folosi mijloace extrabugetare.Lege 539/2001

### Luări de cuvânt în plen
- Ședința comună a Camerei Deputaților și Senatului din 20 septembrie 2000

Adoptarea proiectului de Hotărâre a Parlamentului României privind aprobarea participării României la misiunea ONU de menținere a păcii în Etiopia și Eritreea cu 8 ofițeri de legătură din Ministerul Apărării Naționale.
- Ședința comună a Camerei Deputaților și Senatului din 11 martie 1999

Dezbateri asupra Declarației - Apel către parlamentele țărilor membre NATO în întâmpinarea summitului de la Washington.
Reluarea dezbaterilor asupra Declarației - Apel către parlamentele țărilor membre NATO în întâmpinarea summitului de la Washington (Adoptare.)
- Ședința Camerei Deputaților din 17 decembrie 1998

Dezbateri asupra proiectului de Hotărâre pentru constituirea Comisiei parlamentare de anchetă privind actele de contrabandă de la Aeroportul Otopeni.
- Ședința comună a Camerei Deputaților și Senatului din 8 iulie 1998 (sesiune extraordinară)

Adoptarea proiectului de Hotărâre privind aprobarea intrării și staționării pe teritoriul României a două divizioane de rachete antiaeriene ale Armatei Naționale a Republicii Moldova pentru executarea unor activități de pregătire pentru luptă și trageri antiaeriene.
- Ședința comună a Camerei Deputaților și Senatului din 24 iunie 1998

Dezbateri asupra proiectului de Hotărâre privind organizarea și funcționarea Comisiei speciale a Camerei Deputaților și Senatului pentru exercitarea controlului parlamentar asupra activității Serviciului de Informații Externe.
- Ședința comună a Camerei Deputaților și Senatului din 18 iunie 1998

Dezbaterea și adoptarea proiectului de Hotărâre privind participarea țării noastre la Forța viitoare din Republica Bosnia-Herțegovina, începând cu data de 21 iunie 1998 și până la 30 iunie 1999.
- Ședința comună a Camerei Deputaților și Senatului din 10 iunie 1998

Adoptarea proiectului de Hotărâre privind aprobarea participării României la Grupul internațional de poliție din Bosnia-Herțegovina și la aranjamentele stand by ONU.
- Ședința comună a Camerei Deputaților și Senatului din 19 mai 1998

Proiectul Legii bugetului de stat pe anul 1998 (Continuarea dezbaterilor; art.3 alin2 - art.10.)
- Ședința comună a Camerei Deputaților și Senatului din 24 noiembrie 1997

Dezbaterea și adoptarea Raportului Consiliului Suprem de Apărare a țării
- Ședința comună a Camerei Deputaților și Senatului din 9 iunie 1997

Scrisoarea Președintelui României privind aprobarea participării României la Forța Internațională de Poliție și la constituirea rezervei strategice pentru forța de stabilizare (SFOR) din Bosnia-Herțegovina (dezbateri generale numai pentru a doua parte a scrisorii și adoptarea hotărârii).
- Ședința comună a Camerei Deputaților și Senatului din 26 mai 1997

Adoptarea Hotărârii Parlamentului României privind aprobarea intrării, staționării și trecerii unor unității și subunități militare din armatele altor state pe teritoriul României cu efective și tehnică militară.